# Belgische kampioenschappen indoor atletiek 2000
In 2000 werden de Belgische kampioenschappen indoor atletiek Alle Categorieën gehouden op zondag 6 februari in Gent. Op deze kampioenschappen werden drie Belgische records verbroken. Kim Gevaert bracht haar eigen record op de 60 m naar 7,24 s. Haar vriend Djeke Mambo verbeterde het record hink-stap-springen van Didier Falise naar 16,57 m en Wim Blondeel zijn eigen record kogelstoten naar 18,26 m.

## Uitslagen

### 60 m
| rang   | atleet             | prestatie |
| ------ | ------------------ | --------- |
| Goud   | Patrick Stevens    | 6,69 s    |
| Zilver | Bongelo Bongelemba | 6,81 s    |
| Brons  | Anthony Ferro      | 6,82 s    |

| rang   | atlete            | prestatie   |
| ------ | ----------------- | ----------- |
| Goud   | Kim Gevaert       | 7,24 s (NR) |
| Zilver | Katleen De Caluwé | 7,39 s      |
| Brons  | Élodie Ouédraogo  | 7,67 s      |

### 200 m
| rang   | atleet           | prestatie |
| ------ | ---------------- | --------- |
| Goud   | Erik Wijmeersch  | 21,60 s   |
| Zilver | Gaetan Bernard   | 22,15 s   |
| Brons  | Emmanuel Callens | 22,37 s   |

| rang   | atlete             | prestatie |
| ------ | ------------------ | --------- |
| Goud   | Rinske Daniëls     | 25,01 s   |
| Zilver | Siska De Bruyckere | 25,45 s   |
| Brons  | Sara Platteau      | 25,50 s   |

### 400 m
| rang   | atleet                | prestatie |
| ------ | --------------------- | --------- |
| Goud   | Kjell Provost         | 47,52 s   |
| Zilver | Cédric Van Branteghem | 47,76 s   |
| Brons  | Yves Desmet           | 49,03 s   |

| rang   | atlete        | prestatie |
| ------ | ------------- | --------- |
| Goud   | Sandra Stals  | 53,38 s   |
| Zilver | Elke Bogemans | 55,38 s   |
| Brons  | Joke Mortier  | 57,27 s   |

### 800 m
| rang   | atleet       | prestatie |
| ------ | ------------ | --------- |
| Goud   | Tom Omey     | 1.50,22   |
| Zilver | Joeri Jansen | 1.51,75   |
| Brons  | Ben De Wit   | 1.52,49   |

| rang   | atlete          | prestatie |
| ------ | --------------- | --------- |
| Goud   | Ludivine Michel | 2.10,88   |
| Zilver | Maryam Amellal  | 2.15,36   |
| Brons  | Chantal Morret  | 2.16,23   |

### 1500 m
| rang   | atleet           | prestatie |
| ------ | ---------------- | --------- |
| Goud   | Patrick Grammens | 3.46,8    |
| Zilver | Frederic Desmedt | 3.50,1    |
| Brons  | Kurt Stevens     | 4.00,6    |

| rang   | atlete          | prestatie |
| ------ | --------------- | --------- |
| Goud   | Fatiha Baouf    | 4.31,41   |
| Zilver | Corinne Debaets | 4.35,01   |
| Brons  | Nathalie De Vos | 4.45,65   |

### 3000 m
| rang   | atleet             | prestatie |
| ------ | ------------------ | --------- |
| Goud   | Monder Rizki       | 8.15,27   |
| Zilver | Frederic Collignon | 8.15,56   |
| Brons  | Christian Nemeth   | 8.16,98   |

### 60 m horden
| rang   | atleet           | prestatie |
| ------ | ---------------- | --------- |
| Goud   | Jonathan N'Senga | 7,73 s    |
| Zilver | Piet Deveughele  | 7,83 s    |
| Brons  | Djeke Mambo      | 7,91 s    |

| rang   | atlete              | prestatie |
| ------ | ------------------- | --------- |
| Goud   | Nadine Grouwels     | 8,40 s    |
| Zilver | Maryline Troonen    | 8,40 s    |
| Brons  | Annelies De Meester | 8,73 s    |

### Verspringen
| rang   | atleet          | prestatie |
| ------ | --------------- | --------- |
| Goud   | Gert Messiaen   | 7,35 m    |
| Zilver | David Branle    | 7,28 m    |
| Brons  | Kedjeloba Mambo | 7,17 m    |

| rang   | atlete              | prestatie |
| ------ | ------------------- | --------- |
| Goud   | Sandrine Hennart    | 6,18 m    |
| Zilver | Annelies De Meester | 5,83 m    |
| Brons  | Marjorie Dubrunfaut | 5,79 m    |

### Hink-stap-springen
| rang   | atleet          | prestatie    |
| ------ | --------------- | ------------ |
| Goud   | Djeke Mambo     | 16,62 m (NR) |
| Zilver | Kedjeloba Mambo | 16,21 m      |
| Brons  | Tom Fabri       | 14,13 m      |

| rang   | atlete         | prestatie |
| ------ | -------------- | --------- |
| Goud   | Sandra Swennen | 13,06 m   |
| Zilver | Inez Waeyaert  | 11,94 m   |
| Brons  | Tine De Langhe | 11,89 m   |

### Hoogspringen
| rang   | atleet            | prestatie |
| ------ | ----------------- | --------- |
| Goud   | Benoît Braconnier | 2,04 m    |
| Zilver | Timothy Hubert    | 2,01 m    |
| Brons  | Pieter Debaets    | 2,01 m    |

| rang   | atlete           | prestatie |
| ------ | ---------------- | --------- |
| Goud   | Sabrina De Leeuw | 1,87 m    |
| Zilver | Tia Hellebaut    | 1,77 m    |
| Brons  | Joke Vissers     | 1,71 m    |

### Polsstokhoogspringen
| rang   | atleet        | prestatie |
| ------ | ------------- | --------- |
| Goud   | Thibaut Duval | 5,30 m    |
| Zilver | Kevin Rans    | 5,20 m    |
| Brons  | Wim Piers     | 4,80 m    |

| rang   | atlete               | prestatie |
| ------ | -------------------- | --------- |
| Goud   | Caroline Goetghebuer | 3,60 m    |
| Zilver | Liesbeth Van Roie    | 3,55 m    |
| Brons  | Karen Pollefeyt      | 3,40 m    |

### Kogelstoten
| rang   | atleet          | prestatie    |
| ------ | --------------- | ------------ |
| Goud   | Wim Blondeel    | 18,26 m (NR) |
| Zilver | Filip Eeckhout  | 15,39 m      |
| Brons  | Jordy Beernaert | 15,09 m      |

| rang   | atlete             | prestatie |
| ------ | ------------------ | --------- |
| Goud   | Veerle Blondeel    | 16,15 m   |
| Zilver | Greet Meulemeester | 15,00 m   |
| Brons  | Mieke Van Thuyne   | 13,45 m   |

1985 ·
1986 ·
1987 ·
1988 ·
1989 ·
1990 ·
1991 ·
1992 ·
1993 .
1994 ·
1995 .
1996 ·
1997 ·
1998 .
1999 ·
2000 .
2001 · 
2002 · 
2003 · 
2004 · 
2005 · 
2006 · 
2007 · 
2008 · 
2009 · 
2010 · 
2011 · 
2012 · 
2013 · 
2014 ·
2015 ·
2016 ·
2017 ·
2018 ·
2019 ·
2020 ·
2021 ·
2022 ·
2023 ·
2024 ·
2025